# 莱加里亚
莱加里亚（西班牙語：Legaria）是西班牙纳瓦拉的一个市镇。总面积5平方公里，总人口129人（2001年），人口密度26人/平方公里。